# Карл Кегларек
Карл Кеґларек (нім. Karl Ceglarek; 26 лютого 1916 — ?) — службовцець крігсмаріне, боцман. Кавалер Німецького хреста в золоті.
Після Другої світової війни служив у поліції ФРН (1 листопада 1946 — 29 лютого 1976).

## Звання у поліції
- Поліцай-анвертер (кандидат)
- Поліцай-вахмістр (1 листопада 1946)
- Поліцай-гаупт-вахмістр
- Поліцмейстер (10 грудня 1955)
- Поліцобермейстер (26 січня 1966)
- Поліцгауптмейстер (21 вересня 1971)

## Нагороди
- Медаль «За вислугу років у Вермахті» 4-го класу (4 роки) (1 квітня 1938) — як матрос-гаупт-єфрейтор 2-го навчального дивізіону морських унтер-офіцерів.
- Іспанський хрест в бронзі з мечами (6 червня 1939)
- Медаль «У пам'ять 22 березня 1939 року» (26 жовтня 1939) — як боцман-мат важкого крейсера «Дойчланд».
- Медаль «У пам'ять 1 жовтня 1938» (30 грудня 1939) — як боцман-мат важкого крейсера «Дойчланд».
- Залізний хрест 2-го класу (14 квітня 1940)
- Нагрудний знак мінних тральщиків (10 березня 1941)
- Нагрудний знак флоту (4 травня 1942) — як боцман важкого крейсера «Лютцов».
- Нагрудний знак «За поранення» в чорному (26 жовтня 1942) — як боцман 12-ї флотилії мисливців за підводними човнами.
- Залізний хрест 1-го класу (1 травня 1943)
- Німецький хрест в золоті (26 січня 1944) — як боцман мисливця за підводними човнами UJ 2210 22-ї флотилії мисливців за підводними човнами.